# Sphegina gigas
Sphegina gigas (лат.) — вид мух-журчалок из подсемейства Eristalinae.

## Распространение
Юго-Восточная Азия: Мьянма, Китай (Yunnan).

## Описание
Мухи средней величины (длина тела 9,0—9,5 мм; длина крыльев 7,5—7,8 мм). Основная окраска буровато-чёрная с жёлтыми отметинами. Форма тела стройная с булавовидным стебельчатым брюшком. Отличаются чёрными щетинками на задних бёдрах, жёлтыми передними и средними бёдрами. Голова с сильно вогнутым лицом; щеки линейные; глаза и лицо голые, дихоптические у обоих полов (глаза разделённые лбом); антенны короткие (примерно как лицо) с округлым 3-м члеником; ариста голая или опушенная. Ноги нормальные стройные, кроме задних увеличенных бедер, с вентроапикальными шиповидными щетинками.

## Классификация и этимология
Вид был впервые описан в 2015 году диптерологами из Финляндии (Heikki Hippa, Zoological Museum, Турку), Голландии (Jeroen van Steenis, Naturalis Biodiversity Center, Лейден) и России (Валерий Мутин, Амурский государственный университет, Комсомольск-на-Амуре) по материалам, собранным в 1934 году шведским энтомологом Рене Малезом (1892—1978) в северо-восточной Бирме. Включён в состав подрода Asiosphegina Stackelberg, 1974, для которого характерна ланцетовидная форма первого стернума и широкий постметакоксальный киль. Вид сходен с таксонами S. carinata, S. crassispina, S. index, S. malaisei и S. trispina. Видовое название S. gigas дано по относительно крупному размеру.